# Дон Річард
Дон Анжелік Річард (англ. Dawn Angeliqué Richard; нар. 5 серпня 1983, Новий Орлеан, Луїзіана, США) — американська співачка з Нового Орлеана, Луїзіана. Почала кар'єру з прослуховування для шоу на MTV «Making the Band 3» у 2004 році, під час якого вона створила жіночий гурт «Danity Kane».
Гурт підписав контракт із лейблом «Bad Boy Records» Шона «Дідді» Комбза, щоб випустити три студійні альбоми, до їх тимчасового розпуску в 2009 році. У липні того ж року Річард створила музичне тріо «Diddy — Dirty Money» з босом лейблу Комбзом і R&B-співачкою Каленною Гарпер. Гурт випустив свій єдиний альбом «Last Train to Paris» (2010), який отримав і успіх у критики, і комерційний успіх; йому передували і слідували два мікстейпи, до їх розпуску в 2012 році. Наступного року вона наново сформувала «Danity Kane» із трьома з п'яти оригінальних учасниць, щоб випустити ще один альбом — «DK3» (2013).
Протягом першого року з «Danity Kane» вона запустила сольну кар'єру, випустивши свій дебютний студійний альбом «Been a While» (2005). У 2011 році, після її відходу з «Bad Boy Records», Річард знову з'явилася як соло-артистка, виступаючи як DΔWN, пізніше стилізовано як DAWN. Випущені як трилогія, її наступні альбоми: «Goldenheart» (2013), «Blackheart» (2015) і «Redemption» (2016) експериментували з альтернативними танцювальними та електронними впливами. П'ятий і шостий альбоми Річард, «New Breed» (2019) і «Second Line» (2021) зустріли схвалення критиків. У 2018 році вона стала співпродюсером і зіграла головну роль в еротичному бойовику «Дивний», який був підданий критичній оцінці.

## Раннє життя
Річард має луїзіанське креольське та гаїтянське походження і народилася в Новому Орлеані, штат Луїзіана. У неї є один брат. Пізніше вона переїхала до Балтимора, штат Меріленд, через те, що її переселили після урагану Катріна. Музика відігравала важливу роль у її житті з раннього дитинства. Її батько — Френк Річард, колишній вокаліст і перкусіоніст популярного фанк/соул-гурту «Chocolate Milk». Її мати володіла танцювальною школою, де Річард проводила більшу частину дитинства, розвиваючи свої хореографічні та співочі навички, а зараз працює в школі в Балтиморі.
У підлітковому віці Річард почала виступати з місцевим новоорлеанським гуртом «Realiti». Відкрита як сольна виконавиця Кеміком А. Смотерсом у 2004 році під час живого виступу в «Tipitina's Uptown» у Новому Орлеані, Річард незабаром підписала під ім'ям «Dawn Angelique» ексклюзивний контракт на запис / розкрутку з Октарвом Андерсоном-молодшим та його атлантським незалежним звукозаписним лейблом, «Yeah! Brother Records». Записуючи у Лос-Анджелесі, Атланті та Новому Орлеані, Річард і «Yeah! Brother records», разом із продюсерською командою «The NexMen», Річардом Голідеєм та Кертісом «Сос» Вілсоном, створили студійний сольний альбом під назвою «Been a While», який містить сингл «So What», який був спродюсований Ne-Yo. Yeah! Brother Records і його керуюча компанія в Новому Орлеані «Scratch Entertainment» на чолі з Кеміком А. Смотерсом, домовилися після переговорів із Шоном «Дідді» Комбзом з «Bad Boy Records» відкласти випуск альбому, одночасно організувавши негайний її вихід з ексклюзивного записуючого контракту з Yeah! Brother Records. Незважаючи на те, що він не мав релізів і не потрапляв у чарти, студійний альбом «Been a While» був достатньо хорошим, щоб забезпечити їй місце на розігріві для Ентоні Гамільтона в Таллахассі, Флорида. Під час запису альбому вона зосередилася на гастролях і живих виступах, танцях і стала чирлідершею НБА для «Нью-Орлінс Хорнетс» під час навчання в Університеті Нового Орлеана[первинне джерело].

## Кар'єра

### 2005—2009:Making the Band 3і Danity Kane

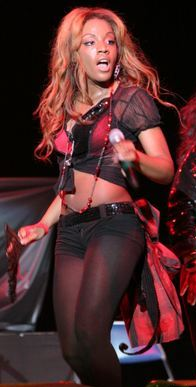
Річард у складі «Danity Kane», у 2006 році

«Великий прорив» Річард стався в 2005 році, коли вона пройшла прослуховування для шоу MTV «Making the Band 3» в Орландо, де її обрали, щоб змагатися за місце в майбутній жіночій групі Комбза. Після узгодженого виходу з її контракту з «Yeah! Brother Records», вона перейшла на новий рівень своєї кар'єри, підписавши контракт з «Bad Boy Worldwide Entertainment». Щоб забезпечити собі місце, вона випередила багатьох учасниць, зокрема Обрі О’Дей, Аундрі Фімбрес, Ваніту Вудгетт (нині відома як «D. Woods») і Шеннон Бекс.
Новостворена група стала називатися «Danity Kane». Ідея назви виникла завдяки одному з малюнків Річард. Затята фанатка манґи, поки Danity Kane були в студії, Річард намалювала жінку-супергероя, яка привернула увагу Комбза. Коли її запитали, як звати персонажа, вона відповіла: «Деніті Кейн». Для Комбза це символізувало дівчат із «Making the Band 3». Потім він вирішив, що це має бути назва групи. Ім'я та історія були вперше представлені під час виступу Danity Kane в «Total Request Live» 14 червня 2006 року.
Річард також зробила ремікс на пісню Cherri V, виконавиці з Лондона, під назвою «Fast Car». Відтоді ця пісня стала однією з найбільш прослуховуваних пісень на сторінці Cherri V у MySpace[джерело?].
На початку 2008 року пісня під назвою «Phase», за участі Lil Wayne, просочилася в Інтернет. Незважаючи на те, що пісня була представлена як трек «Danity Kane», у пісні звучав лише голос Річард, що викликало припущення, що це сольне демо. У липні 2008 року в інтернеті було випущено два нових треки: один під назвою «Rush Love», за участі Flo Rida, а інший під назвою «Strobe Light», написаний Мері Браун і спродюсований Чадом Бітцем (Tastemaker Music). Досі невідомо, чи було це частиною майбутнього сольного проекту.
На MTV News було заявлено, що Річард працює над неназваним коміксом. Річард також сказала в інтерв'ю, що вона планує випустити саундтрек до коміксу Danity Kane, який вийде в березні 2009 року. До нього буде включений трек «Falls Away», який раніше просочився в мережі.
27 січня 2009 року Річард підтвердила MTV News в інтерв'ю, що Danity Kane повністю розпалися. У тому ж інтерв'ю вона сказала, що все ще вважає себе учасницею групи (разом з Аундрі Фімбрес) і сподівається, що кожна дівчина знову захоче працювати як група.
16 квітня 2009 року в епізоді «Making the Band» Комбз повідомив, що він звільнив О'Дей і Вудс, а також Бекс, від їхніх контрактів, а також планує відпустити Фімбрес. Він сказав Річард, що вона залишиться на лейблі і що, якщо в майбутньому будуть плани щодо нової «Danity Kane», вона буде єдиною учасницею, яка повернеться. Однак у фіналі шоу, 23 квітня 2009 року, Комбз заявив, що всі п'ять оригінальних учасниць повернуться, якщо він коли-небудь вирішить возз'єднати групу.

### 2009—2011:Diddy— Dirty Moneyі The Prelude to A Tell Tale Heart
У 2009 році Річард почала співпрацювати з Bad Boy Records, пишучи для виконавиці Кессі і для самого Комбза. Невдовзі після розпаду «Danity Kane» Річард знялася в рекламі проти пропозиції 8. Річард стала членом колективу «Diddy — Dirty Money», до якого входять Комбз і автор пісень Каленна Гарпер. Вона знялася у відео Кері Гілсон на пісню «The Way You Love Me» як «Money». Вона є першою учасницею «Danity Kane», яка випустила професійну музику під великим лейблом після їхнього розпаду, з альбомом «Dirty Money».
Протягом 2010 року Річард почала вносити останні штрихи у свій мікстейп «The Prelude to A Tell Tale Heart». Перед повним релізом міктейпу Річард випустила кілька пісень, включаючи «Me Myself & Y», яку вона випустила як рекламний сингл на globalgrind.com. Інші — «These Tears», важка балада, і «Let Love In», інша балада з важкими вокальними гармоніями. Мікстейп «The Prelude to A Tell Tale Heart» (альтернативна назва: #ATellTaleHeart) був випущений 7 лютого 2011 року на її офіційному сайті. Він містить 15 треків. Його назвали «прелюдією до…», оскільки також буде офіційний дебютний студійний альбом Дон Річард під назвою «A-Tell Tale Heart», над яким вона працювала протягом трьох років. Вона працювала з Trendsetter (продюсером) над кількома треками для цього альбому.

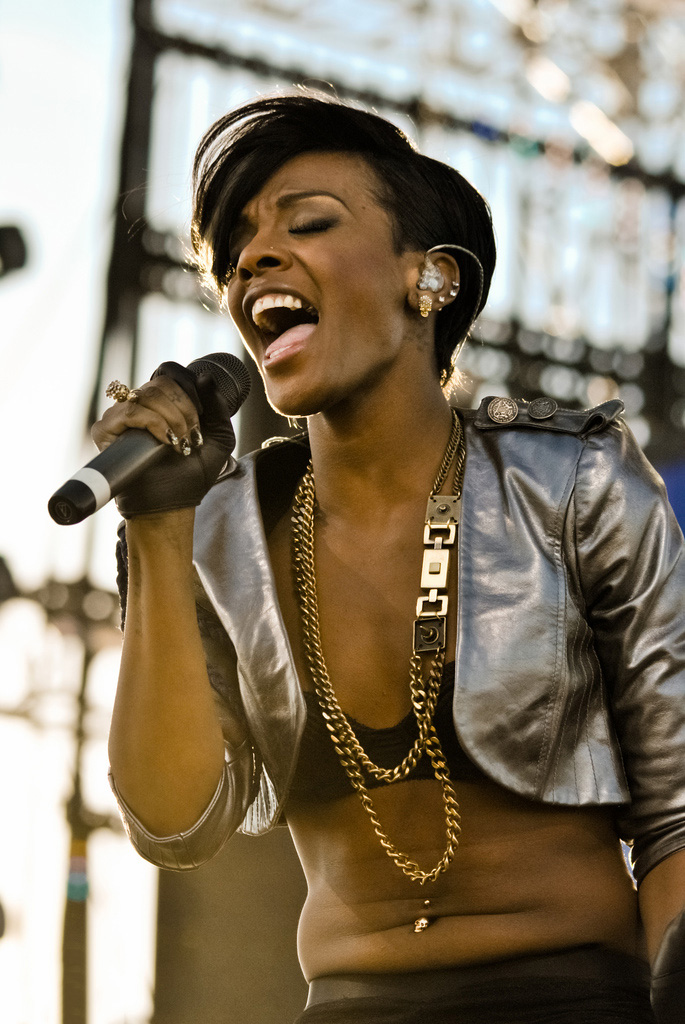
Виступ Річард в 2010 році

19 червня 2011 року трек під назвою «Stuck on Mad» був опублікований, після чого вийшов ремікс на «Novacane» Френка Оушена. Ремікс, який був написаний у співавторстві з автором пісень Intyce, потрапив в Інтернет 21 червня 2011 року та досяг понад 5000 завантажень протягом кількох годин.

### 2012—2013:Armor OnіGoldenHeart
Річард випустила відео для її першого рекламного синглу «SMFU (Save Me From U)» на 106 & Park у січні 2012 року. Інші рекламні сингли, такі як «Fly, Change, and Black Lipstick», з'явилися пізніше. Вона швидко послідувала з провідним синглом під назвою «Bombs». Відео порівнюють із «Run the World (Girls)» Бейонсе та «Massive Attack» Нікі Мінаж. На відео показана складна хореографія, знята в пустелі. Після успіху «Bombs» був випущений наступний офіційний сингл Річард з Armor On: «Automatic», найбільш «міський» трек з EP. Відео вийшло 18 червня, прем'єра відбулася на 106 & Park. Наступне музичне відео було знято в липні 2012 року. Річард випустила на YouTube три відео-трейлери для її синглів «Faith» і «Wild N'Young», які були об'єднані в одне музичне відео, випущене 29 серпня 2012 року як останній реліз від Armor On.
Річард оголосила, що її основним сольним дебютним проектом буде трилогія альбомів під назвою «Goldenheart», «BlackHeart» і «RedemptionHeart». Очікувалося, що «GoldenHeart» вийде 16 жовтня 2012 року. «SMFU (Save Me from U)» був випущений в Інтернеті 31 жовтня 2011 року і увійде в перший альбом. Прем'єра відео відбулася на «106 & Park» 5 січня 2012 року. Друскі є головним продюсером усього цього проекту.
17 липня 2012 року Річард, відзначаючи її мільйон підписників у Твіттері, представила аранжування для свого альбому «GoldenHeart» із треком під назвою «Pretty Wicked Things». «Це історія про прекрасні речі в житті, які руйнуються злими», — пояснила Річард. Він був створений та написаний співавтором Armor On Друскі, і доступний на iTunes.
«Goldenheart» був випущений 15 січня 2013 року в магазинах і через інтернет-магазини. Спочатку його планували випустити в жовтні 2012 року, але Річард відклала випуск після підписання дистриб'юторської угоди з незалежною компанією «Altavoz Distribution», яка мала випустити фізичні копії роздрібним торговцям і забезпечити ширше маркетингове охоплення. Головний сингл альбому, «86», був випущений для цифрового завантаження 26 вересня.
«Goldenheart» вийшов у США 15 січня 2013 року. Річард випустила альбом незалежно, оскільки вона відчувала, що звукозаписні компанії «використають трохи більше часу, ніж ми хочемо». Він дебютував під номером 137 у Billboard 200, під номером 2 у Top Heatseekers Albums і під номером 10 у Top R&B/Hip-Hop Albums. Альбом також очолив чарт R&B iTunes Store, що спонукало музичного продавця f.y.e. завчасно випустити фізичний компакт-диск.
«Goldenheart» отримав загальне визнання музичних критиків, які вітали Річард як одну з найкращих нових виконавиць у поп-музиці та R&B.

### 2013—2015: DK3 і Blackheart
У жовтні 2013 року Річард планувала випустити другу частину її альбомної трилогії, «BlackHeart», але оголосила, що альбом буде випущено після проекту «Danity Kane». В день Нового, 2014, року неопублікований кліп на пісню «Riot/Northern Lights» був злитий в мережу. Відео спочатку було покладено на полицю в травні 2013 року після того, як Річард і продюсер Дрю Скотт розійшлися. Відео отримало позитивні відгуки, оскільки воно продовжилося там, де зупинилося музичне відео «86».
Під час попереднього показу MTV VMA у 2013 році чотири члени «Danity Kane», що залишилися, оголосили, що вони возз'єднуються та повертаються на власних умовах, без Дідді. Оригінальний член групи D. Woods не брала участі в возз'єднанні. Перший офіційний реюніон-сингл гурту «Lemonade» був випущений в Інтернет через SoundCloud. Сингл був спродюсований Stereotypes, а репер Tyga взяв участь у виконанні семплів із «Grindin'», хіта 2002 року «Clipse».
16 травня 2014 року, в перший вечір їхнього туру #DKNoFilter, після виконання кількох пісень з Danity Kane, Фімбрес оголосила, що покине групу після закінчення туру, а О'Дей, Бекс і Річард будуть продовжувати як тріо.
4 серпня 2014 року в студії звукозапису в Лос-Анджелесі сталася бійка, в якій Річард нібито вдарила О'Дей. Після кількох днів спекуляцій О'Дей і Бекс опублікували публічну заяву, в якій оголосили про другий розпуск групи. Незважаючи на розпад групи, 27 жовтня 2014 року вийшов їх третій альбом «DK3».
29 жовтня 2014 року, через два дні після релізу «DK3», Річард представила музичне відео на її головний сингл «Blow» для Vevo. Разом із відео вона оголосила нову дату випуску свого другого альбому «Blackheart», — 15 січня 2015 року. «За допомогою мого давнього творчого/ділового партнера, Кайла Каброла, я змогла створити те, чим ми пишаємось» — сказала Дон. «Для мене цей проект дуже особливий. Ми вирішили переосмислити термін „незалежний“ і дійсно розширити межі того, що можна зробити. Нас лише двоє, але ми діємо як лейбл, який має цілий штат. Ми обоє надзвичайно раді поділитися цим мистецтвом із серцями».

### 2015–тепер: Redemption, New Breed, Second Line

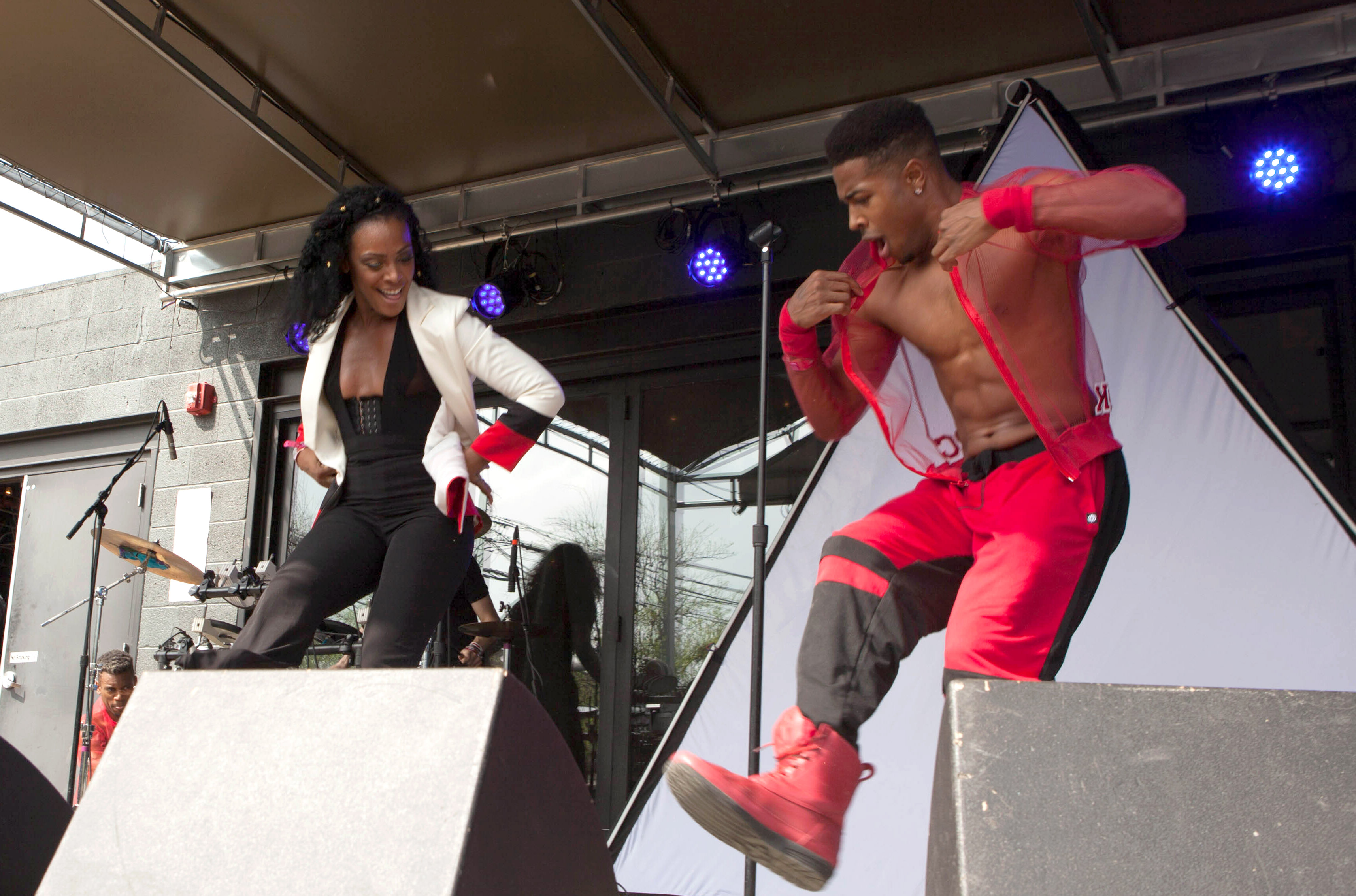
Виступ Річард в 2016 році

28 вересня 2015 року Річард дебютувала із «Dance», першим синглом з «The Red Era». Про сингл вона сказала: «Я хотіла створити яскраву атмосферу. The Red Era — це про те, щоб рухатися далі, спокутувати себе та знайти порятунок». Прем'єра офіційного музичного кліпу відбулася 5 жовтня 2015 року, доповнена «Billie Jean» із Blackheart.
29 січня 2016 року «Not Above That» було випущено британським лейблом «Local Action». 12 березня 2016 року Дон розпочала свій концертний тур «Redemption Live» і провела перший в історії YouTube 360-градусний виступ.
10 серпня 2016 року Річард знялася в епізодичній ролі у 2 сезоні серіалу Роузвуд з Моррісом Честнатом і Габріель Денніс.
15 вересня 2016 року Річард почала зйомки в ролі Джойс у фільмі 2017 року «Дивний» за сценарієм Жана-Клода Ламарра з Робертом Рі'чардом, Гері Дурденом і Вівікою А. Фокс.
10 листопада 2016 року «Redemption», четвертий альбом Річард, був доступний для ексклюзивної трансляції на NPR за тиждень до його релізу. Офіційний реліз альбому відбувся 18 листопада 2016 року.
Річард долучилася вокально до пісні «Cool Your Heart» з однойменного альбому «Dirty Projectors», який вийшов 21 лютого 2017 року.
25 січня 2019 року Річард випустила свій 5-й сольний альбом «New Breed». У вересні 2020 року, згідно з Deadline Hollywood, Річард приєдналася до акторського складу інді-трилера «Іссак» разом із Дав Камерон і ЕрДжеєм Міттом.
30 квітня 2021 року Річард випустила свій шостий сольний альбом «Second Line: An Electro Revival». Альбом отримав загалом схвальні відгуки. Марк Річардсон написав для «Wall Street Journal», що альбом «може бути її найкращим», а в «Paste» Макс Фрідман написав, що «Річард значною мірою компенсує її відновлення за допомогою деяких з її найгостріших гуків на сьогоднішній день». У 2022 році вийшов спільний альбом з Спенсером Заном «Pigments», а в 2023 році вийшов міні-альбом «The Architect». Подальша співпраця із Заном — «Quiet in a World Full of Noise», анонсований у 2024 році.

## Дискографія
Студійні альбоми
- Been a While[en] (2005)
- Goldenheart[en] (2013)
- BlackHeart[en] (2015)
- Redemption[en] (2016)
- New Breed[en] (2019)
- Second Line[en] (2021)
- Pigments[en] (з Спенсером Заном[d]) (2022)
- Quiet In A World Full Of Noise (з Спенсером Заном) (2024)[39]

## Фільмографія
| Рік  | Назва                               | Роль                      | Примітки                       |
| ---- | ----------------------------------- | ------------------------- | ------------------------------ |
| 2010 | Perfect Combination                 | Дон                       |                                |
| 2010 | Diddy: Dirty Money — The Final Days | камео                     | документальний фільм           |
| 2016 | Дорога Іззі додому                  | Джинджер / Марсі / Кармел | озвучка                        |
| 2018 | Дивний                              | Доктор Джойс Кармайкл     | Також як асоційований продюсер |
| 2018 | 5 весіль                            | Лідія Дуніяр              |                                |
| 2021 | Issac                               | агент Райлі               |                                |

| Рік     | Назва                       | Роль                       | Примітки                                                         |
| ------- | --------------------------- | -------------------------- | ---------------------------------------------------------------- |
| 2005–06 | Making the Band 3           | Саму себе — Переможець     | 18 епізодів                                                      |
| 2007–09 | Making the Band 4           | Саму себе                  | 30 епізодів                                                      |
| 2016    | Роузвуд                     | співачка                   | Епізод: «Eddie & the Empire State of Mind»                       |
| 2017    | Нічне шоу з Джиммі Феллоном | Саму себе / Музичний гість | Епізод: «Tina Fey/Alessandro Nivola/Dirty Projectors feat. DAWN» |
| 2018    | Біла ворона                 | Дівчина, що співає         | Епізод: «Better-Like»                                            |

| Рік  | Назва      | Виконавець  |
| ---- | ---------- | ----------- |
| 2009 | «Blame It» | Джеймі Фокс |

## Інші заходи

### Мода
У 2013 році Річард у партнерстві з «Coco & Breezy» випустила власну лінію сонцезахисних окулярів, які супроводжували її дебютний альбом. У 2014 році вона випустила капсульну колекцію жіночого взуття через «Lust for Life», а також нове доповнення тіней, які супроводжували випуск альбому «Blackheart». У 2016 році Річард випустила обмежену серію стерлінгового срібла та червоного USB-намиста, щоб супроводжувати фінал трилогії «REDEMPTION».

### Adult Swim
Річард почала працювати з «Adult Swim» влітку 2016 року як творець контенту, записавши кілька синглів для них. У липні 2020 року вона оголосила про партнерство з «Adult Swim» у ролі креативного консультанта, шукаючи темношкірих аніматорів і митців для створення контенту для каналу.

## Особисте життя
Річард є веганкою з 2013 року. Вона позувала оголеною для однієї рекламної кампанії PETA, яка пропагувала спосіб життя, і з'явилася в іншій, протестуючи проти використання шкіри.
Річард — католик.
У вересні 2024 року Річард подала позов проти колишнього боса лейблу Шона Комбза за сексуальне насильство.

### Стосунки
«Danity Kane», «Day26» і Донні Дж. Кланг були представлені у другому сезоні шоу «Making the Band 4». Шоу показувало, як дві групи виступають і живуть разом, а також стосунки між учасниками гуртів. Він демонстрував, що стосунки Річард з Кванеллом Мослі з «Day26» зростають, і у них зав'язуються романтичні стосунки. Вони розлучилися після п'яти років стосунків. У радіоінтерв'ю для «Sway in the Morning» Річард сказала, що їх розлучила зрада Мослі.